# Smilja Pokrajac
Smilja Pokrajac (Medak kraj Gospića, 8. veljače 1920. — Bruvno kraj Gračaca, 18. ožujka 1943.) bila je sudionica Narodnooslobodilačke borbe i narodni heroj.

## Biografija
Rođena je 8. veljače 1920. godine u Medku kraj Gospića. Osnovnu školu završila je u rodnom selu, a učiteljsku školu u Gospiću i Banjoj Luci. Članicom Komunističke partije Jugoslavije postala je 1939. godine. 
Mjesto učiteljice dobila je u selu Prljevu kod Zrmanje, a ubrzo se i udala. U selu je djelovala i kao politička radnica u službi KPJ.
Poslije Travanjskog rata i uspostavljanja Nezavisne Države Hrvatske 1941. godine, ustaše su ju uhitili. Uspjela je da se izvuče iz zatvora, ali su joj muža ubili. Nakon toga se priključila pripremanju oružanog ustanka. Nakon početka ustanka u Lici, radila je na mobilizaciji snaga za Narodnooslobodilački pokret na području Zrmanje.
Krajem 1941. godine, bila je izabrana za članicu Kotarskog komiteta KP Hrvatske za Gračac, a ubrzo zatim i za predsjednicu Kotarskog odbora Antifašističkoge fronte žena za Gračac. Radila je i na stvaranju Narodnooslobodilačkih odbora na području gračačkog kotara. Na Prvoj okružnoj konferenciji antifašistkinja Like u rujnu 1942. godine, bila je izabrana za članicu Okružnog odbora AFŽ-a za Liku. Kao delegatkinja ličkih žena, sudjelovala je u pripremama i radu Prve zemaljske konferencije AFŽ-a Jugoslavije, održane početkom prosinca iste godine u Bosanskom Petrovcu.
Kada je početkom 1943. godine nastupila Četvrta antipartizanska ofenziva, Smilja je radila na organizaciji sklanjanja i zaštite civilnih izbjeglica u zbjegovima i pružanju pomoći vojnim jedinicama na fronti. Nakon završetka ofenzive, radila je na obnovi Narodnooslobodilačkog pokreta na području Gračaca. U to je vrijeme bila uvrštena među deset ličkih kandidata za članove Zemaljskog antifašističkog veća narodnog oslobođenja Hrvatske. Prilikom četničkog napada na sjedište Kotarskog komiteta KPH za Gračac, koje se nalazilo u selu Bruvnu, 18. ožujka 1943. godine, Smilja se upustila u borbu protiv četnika. Kad je uvidjela da se ne može izvući, zadnjim metkom je izvršila samoubojstvo, da im ne bi pala živa u ruke.
Ukazom Prezidija Narodne skupštine Federativne Narodne Republike Jugoslavije, 20. prosinca 1951. godine, proglašena je za narodnog heroja.